# Pallavolo ai XVIII Giochi del Sud-est asiatico
La pallavolo ai XVIII Giochi del Sud-est asiatico si è disputata durante la XVIII edizione dei Giochi del Sud-est asiatico, che si è svolta a Chang Mai, in Thailandia, nel 1995.

## Podi
| Evento                         | Oro        | Argento   | Bronzo   |
| Pallavolo maschile (dettagli)  | Thailandia | ?         | ?        |
| Pallavolo femminile (dettagli) | Thailandia | Filippine | Birmania |